# 朱文漢
朱文漢（1508年—？），字章卿，號可山，福建興化府莆田縣人，民籍，明朝政治人物。

## 生平
嘉靖二十二年（1543年）癸卯科福建鄉試第五十五名舉人。嘉靖二十六年（1547年）中式丁未科會試第一百四十三名，登第三甲第一百三十九名進士。户部觀政，初授中书舍人，三十三年（1554年）五月选授南京户科给事中，三十五年三月掌吏部事大學士李本奉詔考察不職科道官，以不謹冠帶閑住。

## 家族
曾祖朱侃，壽官；祖父朱璋，銓；父朱聽選官，母劉氏。慈侍下。弟朱文治。子朱梯、朱杭、朱㭿、朱樯、朱楫。